# Red Bull Air Race
Red Bull Air Race World Championship bylo mistrovství světa leteckých závodů oficiálně akreditované Mezinárodní leteckou federací (FAI), kde piloti museli proletět vzdušnými pylony vymezenou trať v co nejrychlejším čase. Jednotlivé závody se konaly nad pevninou i nad vodní hladinou.
Soutěž byla založena v roce 2003 společností Red Bull jako světová série, od roku 2005 funguje jako mistrovství světa. Pro rok 2011, 2012 a 2013 byly všechny závody zrušeny. Aktuálním držitelem mistrovského titulu je vítěz ročníků 2009 a 2010 britský pilot Paul Bonhomme.
Od roku 2010 je členem startovního pole mistrovské třídy také český pilot Martin Šonka, který létá na stroji Zivko Edge 540. Celkově se ve svém premiérovém ročníku umístil na 14. místě se ziskem 2 bodů. Po obnovení soutěže v sezóně 2014, ve které organizátor soutěže přikročil ke standardizaci motorů a vrtulí, získal 18 bodů a skončil celkově osmý. V aktuálně posledním ročníku 2015 skončil se ziskem 29 bodů na celkové čtvrté příčce.

29. května 2019 oznámila společnost Red Bull ukončení soutěže a zkrácení ročníku 2019 na čtyři závody. 

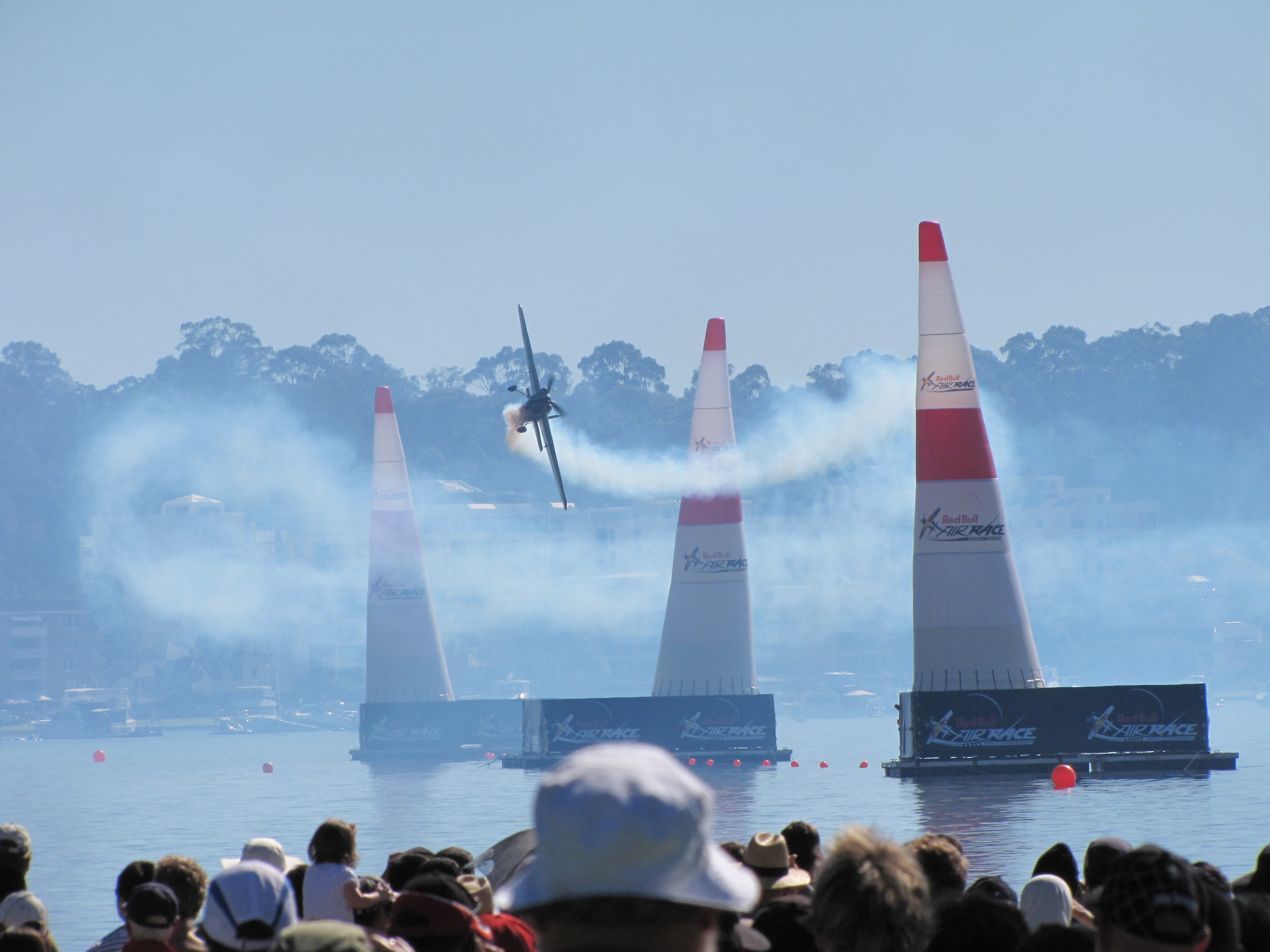

## Formát soutěže

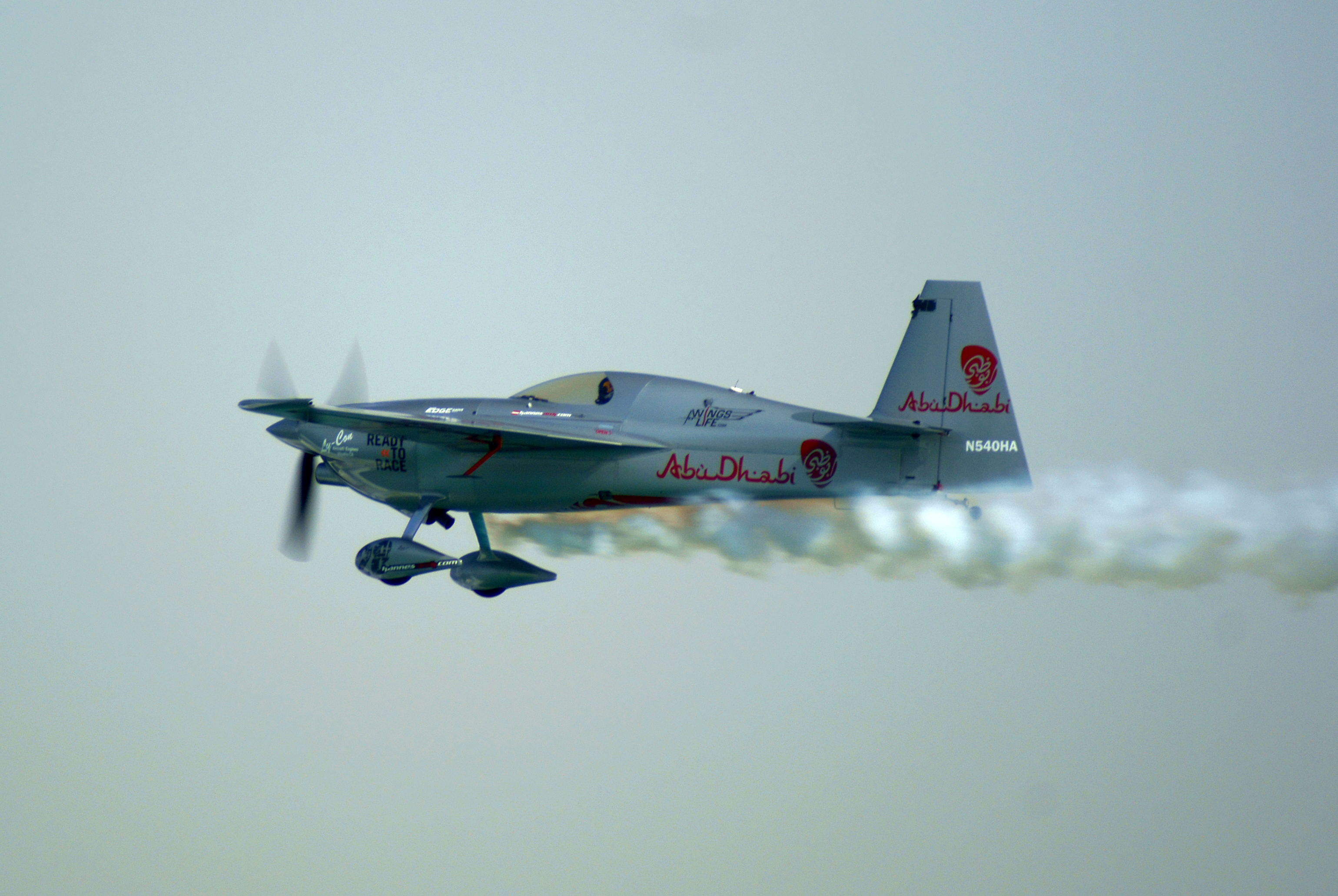
Hannes Arch, Abu Dhabi 2010

### Fáze závodu
- Trénink: Dva tréninkové dny, které se oba sestávají ze dvou tréninků. Každý pilot se musí zúčastnit minimálně dvou tréninků. Čas ze čtvrtého tréninku určuje pořadí pro start ve kvalifikaci.
- Kvalifikace: Dva kvalifikační lety den před hlavním závodem. Lepší z těchto dvou kvalifikačních časů určuje pořadí pilotů a nasazení do dvojic v TOP 14 (první proti poslednímu, druhý proti předposlednímu, atp.).
- Round of 14: Jeden let, 7 dvojic, vítězové dvojic + 1 nejrychlejší poražený (lucky loser) postupují do Super 8. Výsledné časy v Round of 14 určují konečné 9. – 14. místo.
- Round of 8: Jeden let, 4 dvojice, vítězové dvojic postupují do Final 4. Výsledné časy v Round of 8 určují konečné 5. – 8. místo.
- Final 4: Jeden let, výsledné časy určují 1. – 4. místo.

### Bodování
Od ročníku 2019 se udělují body za umístění v kvalifikaci. V hlavním závodu jsou pak udělovány zvláštní body za postup do dalších fází závodů, tedy následujícím způsobem:
| Umístění     | 1. | 2. | 3. | 4. | 5. | 6. | 7. | 8. | 9. | 10. | 11. | 12. | 13. | 14. |
| ------------ | -- | -- | -- | -- | -- | -- | -- | -- | -- | --- | --- | --- | --- | --- |
| Hlavní závod | 25 | 22 | 20 | 18 | 14 | 13 | 12 | 11 | 5  | 4   | 3   | 2   | 1   | 0   |
| Kvalifikace  | 3  | 2  | 1  | 0  | 0  | 0  | 0  | 0  | 0  | 0   | 0   | 0   | 0   | 0   |

#### Staré bodování
Do ročníku 2018 se používal systém bodování bez výrazných rozdílů mezi čtvrtým a pátým, resp. osmým a devátým místem. Zároveň nebylo v celkové klasifikaci zohledněno umístění v kvalifikaci.
| Umístění | 1. | 2. | 3. | 4. | 5. | 6. | 7. | 8. | 9. | 10. | 11. | 12. | 13. | 14. |
| -------- | -- | -- | -- | -- | -- | -- | -- | -- | -- | --- | --- | --- | --- | --- |
| Body     | 15 | 12 | 9  | 7  | 6  | 5  | 4  | 3  | 2  | 1   | 0   | 0   | 0   | 0   |

## Vítězové ročníků
Elite/Master Class
| Rok  | Vítěz             | 2. místo         | 3. místo        | 4. místo        |
| ---- | ----------------- | ---------------- | --------------- | --------------- |
| 2003 | Péter Besenyei    | Klaus Schrodt    | Kirby Chambliss | Jurgis Kairys   |
| 2004 | Kirby Chambliss   | Péter Besenyei   | Steve Jones     | Klaus Schrodt   |
| 2005 | Mike Mangold      | Péter Besenyei   | Kirby Chambliss | Klaus Schrodt   |
| 2006 | Kirby Chambliss   | Péter Besenyei   | Mike Mangold    | Paul Bonhomme   |
| 2007 | Mike Mangold      | Paul Bonhomme    | Péter Besenyei  | Kirby Chambliss |
| 2008 | Hannes Arch       | Paul Bonhomme    | Kirby Chambliss | Mike Mangold    |
| 2009 | Paul Bonhomme     | Hannes Arch      | Matt Hall       | Kirby Chambliss |
| 2010 | Paul Bonhomme     | Hannes Arch      | Nigel Lamb      | Kirby Chambliss |
| 2011 | Zrušeno           | Zrušeno          | Zrušeno         | Zrušeno         |
| 2012 | Zrušeno           | Zrušeno          | Zrušeno         | Zrušeno         |
| 2013 | Zrušeno           | Zrušeno          | Zrušeno         | Zrušeno         |
| 2014 | Nigel Lamb        | Hannes Arch      | Paul Bonhomme   | Nicolas Ivanoff |
| 2015 | Paul Bonhomme     | Matt Hall        | Hannes Arch     | Martin Šonka    |
| 2016 | Matthias Dolderer | Matt Hall        | Hannes Arch     | Nigel Lamb      |
| 2017 | Yoshihide Muroya  | Martin Šonka     | Pete McLeod     | Kirby Chambliss |
| 2018 | Martin Šonka      | Matt Hall        | Michael Goulian | Mikaël Brageot  |
| 2019 | Matt Hall         | Yoshihide Muroya | Martin Šonka    | Ben Murphy      |

Challenger Class
| Rok  | Celkový vítěz  | Vítěz bodování  |
| ---- | -------------- | --------------- |
| 2014 | Petr Kopfstein | François Le Vot |
| 2015 | Mikaël Brageot | Mikaël Brageot  |
| 2016 | Florian Bergér | Florian Bergér  |
| 2017 | Florian Bergér | Florian Bergér  |
| 2018 | Luke Czepiela  | Florian Bergér  |
| 2019 | Florian Bergér | Florian Bergér  |

## Vítězství v závodech
Pořadí do 8. září 2019:                       
| Poř.    | Pilot             | Vítězství |
| ------- | ----------------- | --------- |
| 1.      | Paul Bonhomme     | 19        |
| 2.      | Hannes Arch       | 11        |
| 3.      | Kirby Chambliss   | 10        |
| 4.      | Mike Mangold      | 9         |
| 5.      | Péter Besenyei    | 8         |
| 5.      | Yoshihide Muroya  | 8         |
| 7.      | Matt Hall         | 7         |
| 8.      | Martin Šonka      | 6         |
| 9.      | Nicolas Ivanoff   | 5         |
| 10.     | Matthias Dolderer | 3         |
| 10.     | Michael Goulian   | 3         |
| 12.     | Steve Jones       | 2         |
| 13.     | Nigel Lamb        | 1         |
| 13.     | Pete McLeod       | 1         |
| Celkem: | Celkem:           | 93        |